# Капља Вас (Преболд)
Капља Вас (словен. Kaplja vas) је насељено место у општини Преболд, Савињска регија, Словенија.

## Историја
До територијалне реорганизације у Словенији била је у саставу старе општине Жалец.

## Становништво
У попису становништва из 2011. године, Капља Вас је имала 294 становника.
| Број становника према пописима | Број становника према пописима | Број становника према пописима |
| ------------------------------ | ------------------------------ | ------------------------------ |
| 1991                           | 2002                           | 2011                           |
| 290                            | 314                            | 294                            |

Напомена: Године 2009. извршене су мање размене територија између насеља Грајска Вас (Брасловче) и Капља Вас и између насеља Шентруперт (Брасловче) и Капља Вас.